# Wallfahrtsmuseum in der Wies

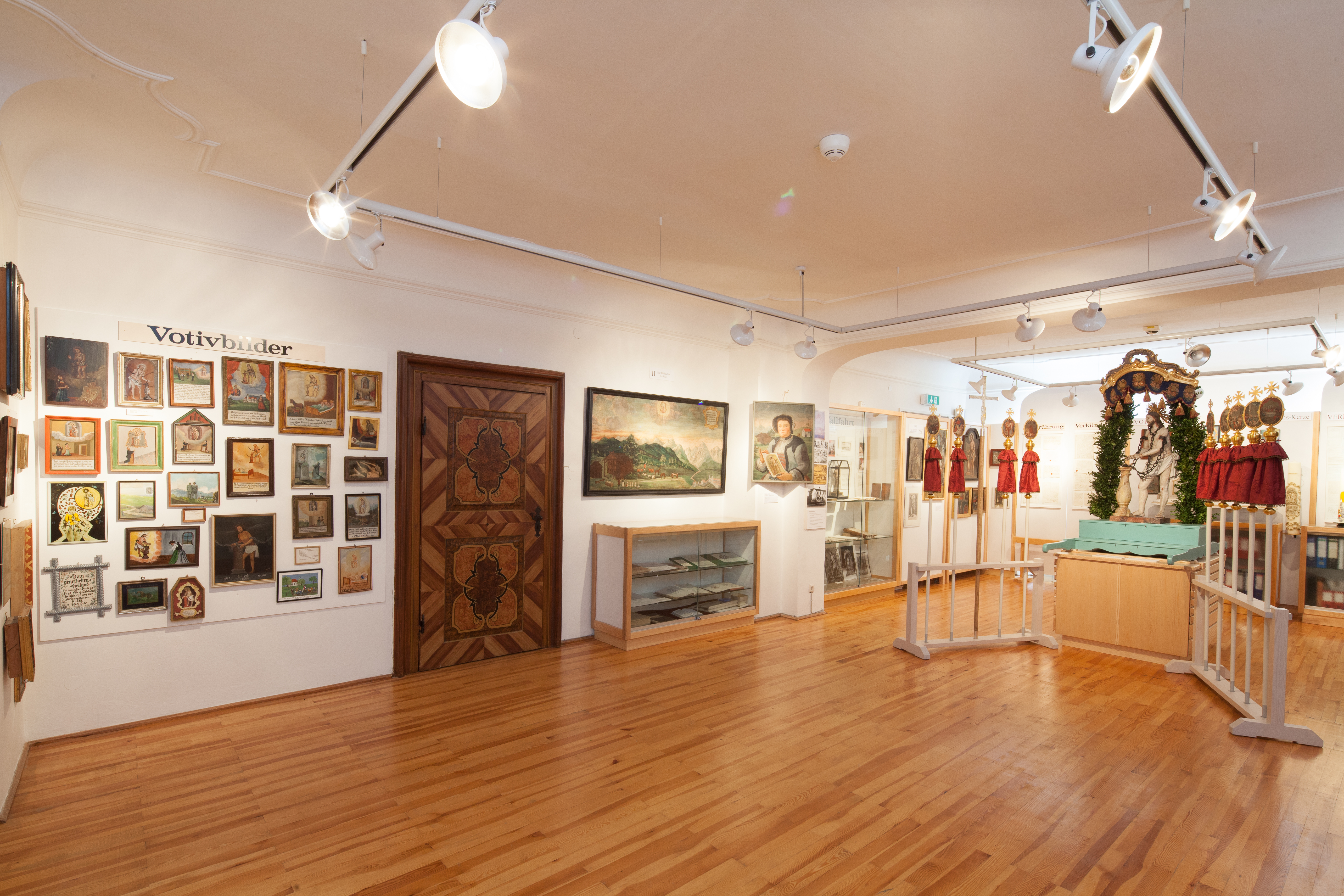
Wallfahrtsmuseum in der Wies

Das Wallfahrtsmuseum in der Wies ist ein kirchengeschichtliches Museum in der Gemeinde Steingaden im oberbayerischen Landkreis Weilheim-Schongau. Es gehört dem Museenverbund Auerbergland an.
Untergebracht ist das Museum im ehemaligen Priorat und Wallfahrtshospiz, das östlich an die Wallfahrtskirche anschließt. Das Gebäude wird um das Jahr 1747 datiert. Es ist in die Liste der Baudenkmäler der Gemeinde Steingaden aufgenommen worden.
Historische Zeugnisse und erhaltene Dokumente der Bruderschaft zum Gegeißelten Heiland stellen die wichtigsten Exponate des 1988 eröffneten Museums dar und zeigen die Geschichte der Wallfahrt zum Gegeißelten Heiland. Die Ausstellung beinhaltet Kostbarkeiten wie das erste Mirakelbuch von 1746 oder das Gemälde der Übertragung der Gnadenfigur, als sich die Wieskirche noch im Bau befand und nur die kleine Kapelle, die am 17. März 1744 geweiht wurde, errichtet war. Im Hauptraum sind eine Prozessionsfigur und Votivbilder an den Seiten zu sehen.